# Китве
Китве (енгл. Kitwe) је други највећи град у Замбији. Са становништвом од 661.901 (2022) Китве је један од најразвијених комерцијалних и индустријских подручја у земљи.
Китве се налази у Покрајини Копербелт и састоји се од приградских подручја као што су Парклендс, Риверсајд, Бучи, Чимвенве, Квача, Нкана Исток, Нкана Запад, Гарнетон, Ндеке, Мисеши, Вусакиле, Миндоло, Чачача и Рејс Корс. Град се понекад назива Китве-Нкана. Нкана је изведено од имена Вишег начелника Нкана људима који говоре Ламба језик у покрајини Копербелт. Његово подручје покрива вароше Китве, Муфулира, Калулуши и Чамбиши.